# 마이클 말론

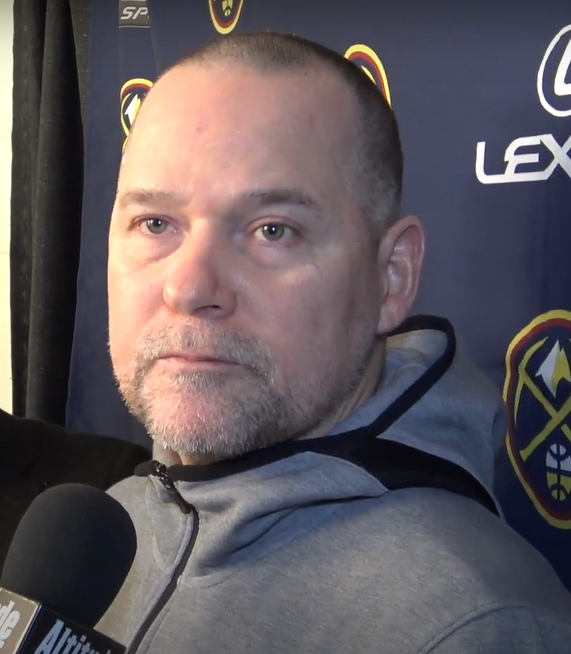

마이클 말론(Michael Malone, 1971년 9월 15일 ~ )은 전미 농구 협회(NBA)의 덴버 너기츠 감독을 맡고 있는 미국의 프로 농구 코치이다. 또한 2013년부터 2014년까지 새크라멘토 킹스의 수석 코치였다. 말론은 이전에 뉴욕 닉스, 클리블랜드 캐벌리어스, 뉴올리언스 호네츠, 골든스테이트 워리어스의 어시스턴트 코치로 재직했다.

## 코칭 경력
- 1993~1994: 볼티모어 프렌즈 스쿨(어시스턴트)
- 1994-1995: 오클랜드 (어시스턴트)
- 1995-1998: 프로비던스(어시스턴트)
- 1999~2001: 맨해튼(어시스턴트)
- 2001~2005년: 뉴욕 닉스(어시스턴트)
- 2005~2010: 클리블랜드 캐벌리어스(어시스턴트)
- 2010~2011: 뉴올리언스 호넷츠(어시스턴트)
- 2011~2013: 골든스테이트 워리어스(어시스턴트)
- 2013~2014: 새크라멘토 킹스
- 2015~현재: 덴버 너게츠